# ヴィルヘルム・トライバー
ヴィルヘルム・トライバー（Wilhelm Treiber, 1838年 - 1889年）は、オーストリアの指揮者。
カッセル宮廷劇場の首席指揮者で、ワーグナーなどの歌劇上演指揮を首席指揮者の特権として君臨した。若手指揮者として活躍中のグスタフ・マーラーのオルミュッツ歌劇場における『カルメン』の評判を聞きつけてカッセル宮廷歌劇場に招き、1893年にマーラーを次席指揮者とした。マーラーの直属の上司であったが、次第に与えられた演奏曲目に不満を抱くマーラーとの間に確執を生むことになった。